# Bakoty
Bakoty (ukr. Бакоти) – wieś na Ukrainie, w obwodzie tarnopolskim, w rejonie krzemienieckim.